# Поля (фильм)
«Поля́» (англ. Texas Killing Fields) — фильм в жанре «полицейская драма» режиссёра Эми Манн, в главных ролях снялись Сэм Уортингтон, Джеффри Дин Морган и Хлоя Морец.
Мировая премьера состоялась 9 сентября 2011 года на 68-м Венецианском кинофестивале. В России фильм вышел в прокат 24 ноября 2011 года. Выпуск на DVD: 15 декабря 2011 года.

## Сюжет
Техас. Полицейские детективы Майк Саудер и Брайан Хай выезжают на расследование убийства девочки, которая занималась проституцией. Расследование убийства пересекается со схожим убийством ещё одной девочки. Все следы ведут в техасские поля — место, которое местные жители считают проклятым. В полях ранее были найдены десятки тел девочек, убийства которых оставались нераскрытыми.
У обоих детективов проблемы в личной жизни. Первый в желании найти убийцу находится на грани психического расстройства, а второй страдает из-за отношений с бывшей женой, которая к тому же и его коллега. Кроме того, обоих детективов объединяет забота о маленькой девочке Энн, растущей в неблагополучной семье.
След преступников вроде бы найден — подозреваемыми в убийствах названы местный чернокожий сутенёр и его белый помощник. Однако вскоре похищают Энн, и становится понятно, что за многочисленными убийствами девочек стоят другие люди.

## В ролях
| Актёр               | Роль                             |
| ------------------- | -------------------------------- |
| Сэм Уортингтон      | детектив Джейк Соудер            |
| Джеффри Дин Морган  | Брайан Хей                       |
| Хлоя Морец          | Энн Слайгер                      |
| Стивен Грэм         | Рино                             |
| Джессика Честейн    | Пэм                              |
| Аннабет Гиш         | Гвен Хей                         |
| Джейсон Кларк       | Рул                              |
| Шон Майкл Каннингем | Шон Хей                          |
| Линн Кокран         | Лила                             |
| Маркус Лайл Браун   | криминалист CSI                  |
| Тони Бентли         | капитан Бендер                   |
| Холли Ладнир        | директор по чрезвычайным вызовам |
| Шерил Ли            | Люси Слайгер                     |
| Джейсон Митчелл     | кассир 7-11 (впервые на экране)  |

## Создание
Картина основана на реальных событиях. Речь идёт об убийстве женщины, тело которой бросили в старых нефтяных месторождениях в городе Лиг-Сити (штат Техас). По мотивам событий был написан роман под названием «The Texas Killing Fields». Первоначальным режиссёром фильма был Дэнни Бойл, но после того, как он покинул проект, его место заняла Эми Манн, дочь режиссёра Майкла Манна, который продюсировал фильм. Фильм распространялся британской дистрибьюторской компанией. Съёмки начались 3 мая 2010 в штате Луизиана, США.

«…Сценарий к фильму настолько беспросветен, что он никогда не будет хорошо снят». — Дэнни Бойл
Оригинальный текст (англ.)"so dark it would never get made".

## Оценки
Кинокритики оценили фильм двояко: положительных и отрицательных рецензий встречается поровну. Рейтинг IMDB: 5,4 из 10.

«Девушки — дебютантки режиссёрской профессии всегда чем-то похожи, особенно если они стремятся доказать, что на детях гениев природа не всегда отдыхает. Такой была София Коппола, такой же стала и Эми Канаан Манн, дочь сурового голливудского ремесленника Майкла Манна. Взяв ни на что не претендующий, вялый сценарий, Эми выжимает из него гораздо большее, чем он мог бы дать любому режиссёру с опытом и чувством собственного достоинства. Превращая картину в смесь сразу нескольких жанров, как любил делать отец, она заставляет выкладываться на полную практически каждого попавшего в обойму актёра».— Валерий Ковалевич, Кинопортал Ovideo.ru

«Чего-то совершенно особого или выдающегося в этой ленте замечено не было (как и серьёзных или заслуживающих упоминания минусов), тем удивительнее испытывать те эмоции, которые возникали во время просмотра: начиная от добротного саспенса и гнетущей атмосферы — самые сильные стороны „Полей“ — и заканчивая сопереживанию героям и их непростому быту. Сыгранность отдельных элементов, идеальное сочленение каждого из них с остальными позволили сделать хороший фильм без каких-то впечатляющих приёмов, которые то там, то здесь проскакивают в работах маститых режиссёров».— Александр Корнев, «Киногалерея», 26 ноября 2011 г.

«Основная печаль в том, что всю эту густую чернушную атмосферу, вытекающую из общего неблагополучия, надо выдумывать самостоятельно. Режиссёрская работа этому не способствует никак».— Аля Карт, Афиша.мэйл.ру